# Culex batesi
Culex batesi är en tvåvingeart som beskrevs av Rozebomm och William H.W. Komp 1948. Culex batesi ingår i släktet Culex och familjen stickmyggor.
Artens utbredningsområde är Colombia. Inga underarter finns listade i Catalogue of Life.